# Sede titolare di Targa
Targa (in latino Targensis) è una sede titolare soppressa della Chiesa cattolica.

## Storia
Targa, che Konrad Eubel colloca nella provincia romana dell'Africa Proconsolare, suffraganea dell'arcidiocesi di Cartagine, potrebbe far riferimento alla diocesi di Tagarata.
La sede Targensis, benché vacante, è ancora menzionata nelle liste delle sedi titolari riportate dagli Annuari Pontifici dell'Ottocento.

## Cronotassi dei vescovi titolari
- Melchior Belliago † (1530 - ?)
- Manoel dos Santos † (28 gennaio 1540 - ? deceduto)
  - António da Cruz † (13 agosto 1572 - ?) (vescovo eletto)
- Sebastião Mendes da Fonseca † (26 ottobre 1573 - ?)
- Thomé de Faria, O.Carm. † (22 agosto 1616 - 23 ottobre 1628 deceduto)
- Gaspar do Rego da Fonseca † (24 novembre 1632 - 9 giugno 1636 nominato vescovo di Porto)
- Francisco de Sotto Maior, C.R.S.A. † (21 luglio 1636 - 3 novembre 1669 deceduto)
- Bernardino de Santo António, O.F.M.Obs. † (17 dicembre 1674 - prima del 26 gennaio 1700 deceduto)
- Nuno da Cunha e Ataíde † (14 dicembre 1705 - 18 maggio 1712 creato cardinale)
- Agostino Nicola degl'Abbati Olivieri, O.S.A. † (13 giugno 1714 - 16 giugno 1721 nominato vescovo titolare di Porfireone)
- Filippo Coscia † (21 marzo 1725 - agosto 1759 deceduto)
- Ignác Koller † (15 dicembre 1760 - 10 agosto 1762 succeduto vescovo di Veszprém)
- Domenico Spinucci † (3 aprile 1775 - 12 maggio 1777 nominato vescovo di Macerata e Tolentino)
- Ferdynand Onufry Kicki † (15 dicembre 1777 - 28 novembre 1780 succeduto arcivescovo di Leopoli)
- Paolo Giuseppe Castelli Piratini † (2 aprile 1781 - ?)[1]